# Jorge Majfud
Jorge Majfud (n. 1969) este un scriitor uruguayan. 
În anul 2012, revista Foreign Policy l-a desemnat ca fiind „unul dintre cei mai influenți 10 intelectuali ibero-americani” 
He is also the editor and translator of Ilusionistas, the latest book of Noam Chomsky in Spanish (Madrid, 2012).  
He has published many books with authors like Slavoj Zizek,  , Eduardo Galeano  , Ray Bradbury , José Saramago, Mario Vargas Llosa, Carlos Fuentes, and Ernesto Sábato .

## Opere
- Hacia qué patrias del silencio / memorias de un desaparecido (roman, 1996)
- Crítica de la pasión pura (eseuri, 1998)
- La reina de América (roman, 2001)
- El tiempo que me tocó vivir (eseu, 2004)
- La narración de lo invisible / Significados ideológicos de América Latina (eseuri, 2006)
- Perdona nuestros pecados (nuvele, 2007)
- La ciudad de la Luna (nuvele, 2009)